# A18 (motorväg, Belgien)
För andra betydelser, se A18.

A18 (Belgien)

A18 är en motorväg i Belgien som går mellan Brygge och gränsen till Frankrike. Motorvägen går via Veurne. 